# Fairview (Oregon, Tillamook megye)
Fairview az Amerikai Egyesült Államok északnyugati részén, Oregon állam Tillamook megyéjében elhelyezkedő önkormányzat nélküli település.